# Stankovci
Stankovci es un municipio de Croacia en el condado de Zadar.

## Geografía
Se encuentra a una altitud de 161 m s. n. m. a 312 km de la capital nacional, Zagreb.

## Demografía
En el censo 2011 el total de población del municipio fue de 2 003 habitantes, distribuidos en las siguientes localidades:
- Banjevci -  447
- Bila Vlaka -  164
- Budak - 402
- Crljenik - 130
- Morpolača - 49
- Stankovci -  688
- Velim - 123

| Gráfica de población de Stankovci 1857-2011                         |
|                                                                     |
| Según los censos de población de la oficina estadística de Croacia. |